# Bulletin du Musée National de Varsovie
Bulletin du Musée National de Varsovie – rocznik ukazujący się od 1960 roku w Warszawie. Wydawcą jest Muzeum Narodowe w Warszawie. Inicjatorem jego powstania był historyk sztuki Jan Białostocki. Periodyk ma na celu upowszechnianie za granicą zbiory Muzeum Narodowego. Artykuły publikowane są w językach obcych.